# Дианин, Александр Павлович
Александр Павлович Дианин (8 (20) апреля 1851, с. Давыдово Владимирской губернии — 6 декабря 1918, Петроград) — русский химик, академик Военно-медицинской академии, доктор философии в Йенском университете, доктор химии в Харьковском университете.

## Биография
Окончил 4 курса Императорской медико-хирургической академии, химию изучал под руководством Н. Н. Зинина и А. П. Бородина.
В 1877 получил в Йенском университете степень доктора философии за исследование: «Об окислении фенолов». Степени магистра и затем доктора по химии получил в 1880 и 1890. С 1881 состоял при Военно-медицинской академии адъюнкт-лаборантом, а с 1887 г. последовательно адъюнкт-профессором, экстраординарным и ординарным профессором по кафедре химии. С 1887 по 1916 заведовал кафедрой химии Военно-медицинской академии. С 1895 четырежды избирался учёным секретарём конференции академии. С 1896 — совещательный член медицинского совета министерства внутренних дел; в течение 18 лет занимал должность эксперта по судебной химии при медицинском департаменте министерства внутренних дел.
В 1891 году Дианин получил бисфенол А, впоследствии ставший важным компонентом самого распространённого класса эпоксидных смол, который в честь Дианина называется «эпоксидно-диановые смолы». Много занимался популяризацией элементарных химических сведений (при Педагогическом музее). Работал преимущественно в области органической химии.

## Избранные труды
- Дианин А. П. Александр Порфирьевич Бородин: Биогр. очерк и воспоминания А. П. Дианина. — СПб.: тип. В. Демакова, 1888. — 14 с. — (Отт. из Журн. Рус. физ.-хим. о-ва. – 1888. – Т. 20, вып. 4).
- Дианин А. П. Исследования над светильным газом, добываемым по способу г. Кузнецова из нефти, параллельно с каменноугольным, теперь употребляемым, профессора Военно-медицинской академии А. П. Дианина, доложенное им в заседаниях 7 февраля и 3 марта 1884 г. Русского общества охранения народного здравия. — СПб.: тип. В. Киршбаума, 1887. — 18 с.
- Дианин А. П. О продуктах конденсации кетонов с фенолами: Дис. … д-ра химии. — СПб.: тип. Н. А. Лебедева, 1889. — 90 с.
- Дианин А. П. Очерк состояния и деятельности Военно-медицинской академии за период 1881–1894 годов. — СПб.: тип. М. Меркушева, 1900. — 45 с.
- Дианин А. П. О превращении фенолов в дифенолы путём окисления // Журн. Рус. физ.-хим. о-ва. — 1882. — Т. 14, вып. 3.
- Дианин А. П. О продуктах окисления нафтолов хлорным железом // Журн. Рус. физ.-хим. о-ва. — 1874.
- Дианин А. П. Трихлорфенол как обеззараживающее средство при лечении гнилостных и язвенных процессов и новый метод его получения: Дис. … д-ра медицины. — СПб., 1882.

## Семья
Сын - Сергей Александрович Дианин
Правнук — А. К. Дианин-Хавард.